# Dimerodontium africanum
Dimerodontium africanum är en bladmossart som beskrevs av C. Müller 1899. Dimerodontium africanum ingår i släktet Dimerodontium och familjen Fabroniaceae. Inga underarter finns listade i Catalogue of Life.